# Strauch (Simmerath)
Strauch is een plaats in de Duitse gemeente Simmerath, deelstaat Noordrijn-Westfalen.

## Bezienswaardigheden
- Diverse vakwerkhuizen
- Overblijfselen van de Westwall
- Sint-Mattheuskerk, van 1921-1923

## Natuur en landschap
Strauch ligt in de Eifel op een hoogte van 522 meter. De Tiefenbach en de Bühlersbach stromen ten westen van Strauch in noordelijke richting.

## Nabijgelegen kernen
Rollesbroich, Simmerath, Kesternich, Steckenborn, Schmidt
Dedenborn · Eicherscheid · Einruhr · Erkensruhr · Hammer · Hirschrott · Huppenbroich · Kesternich · Lammersdorf · Paustenbach · Rollesbroich · Rurberg · Simmerath · Steckenborn · Strauch · Witzerath · Woffelsbach

Stedenregio Aken · Regierungsbezirk Keulen · Noordrijn-Westfalen